# Pediobius hirtellus
Pediobius hirtellus är en stekelart som först beskrevs av Masi 1940.  Pediobius hirtellus ingår i släktet Pediobius och familjen finglanssteklar. Inga underarter finns listade i Catalogue of Life.